# Климат Техаса

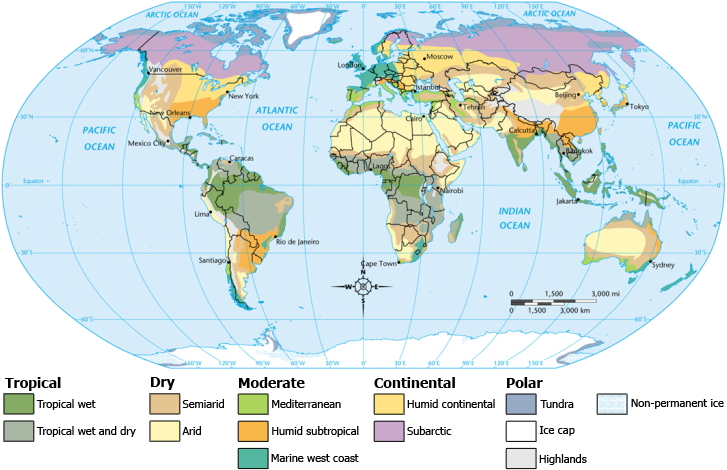
Климатическая карта мира.

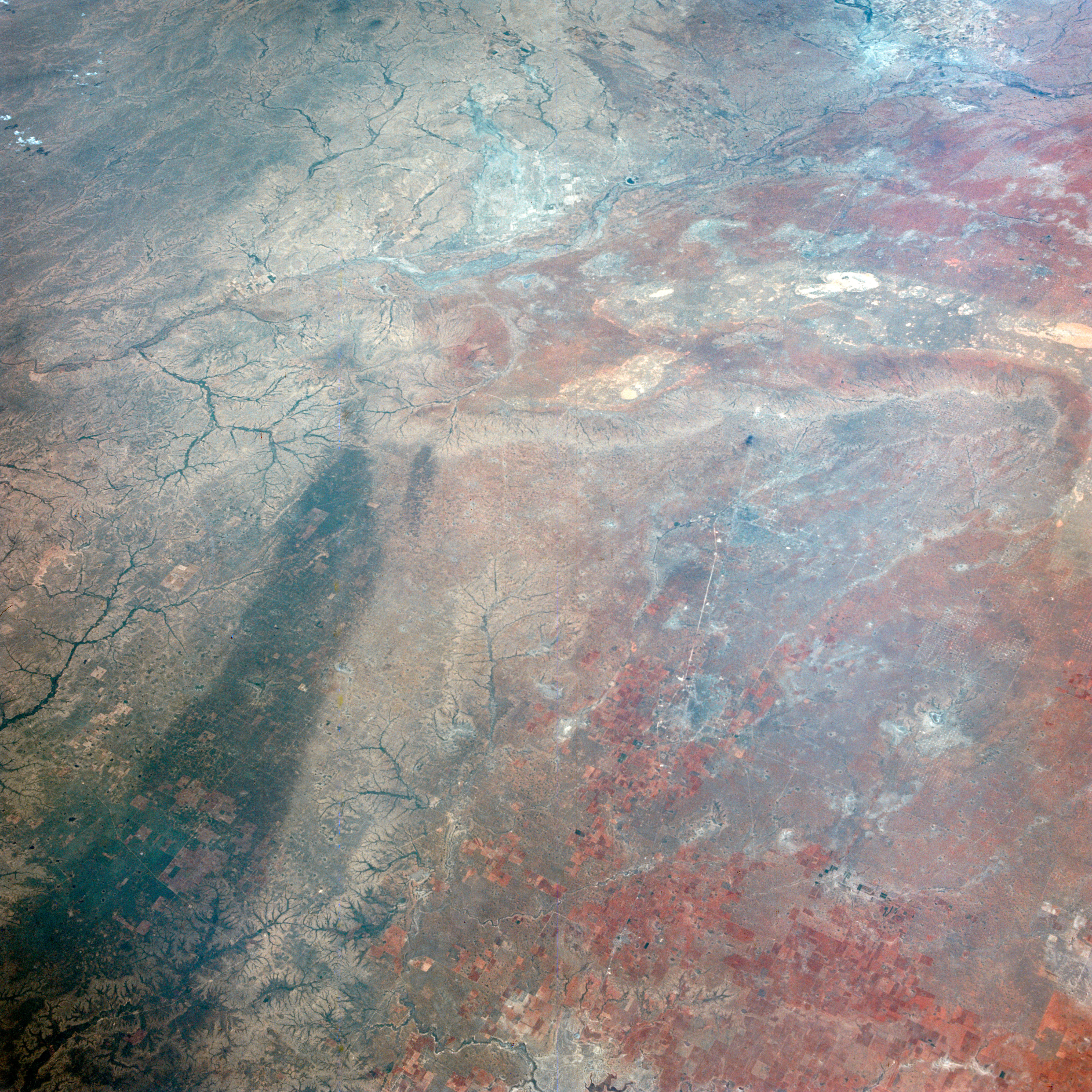
Изображение Техаса, полученное с космического корабля Gemini 4. На фотографии отчётливо видна тёмная полоса осадков.

Климат Техаса колеблется в широких пределах, от засушливого на западе до влажного на востоке. Огромные просторы Техаса охватывают несколько регионов с различным климатом: Северные равнины, Транс-Пекос, Хилл-Кантри, Пайни-Вудс, Южный Техас. В целом, в восточной части Техаса преобладает влажный субтропический климат, в то время на западе штата климат полузасушливый (с некоторыми засушливыми регионами). Снег чаще выпадает на севере Техаса, чем на юге, в прибрежных районах бывают сильные снегопады.
Техас занимает первое место по возникновению торнадо, в среднем в Техасе насчитывается около 139 торнадо в год. Тропический циклон может прийти на территорию штата либо с Мексиканского залива, либо по сухопутной траектории из восточной части Тихого океана. Те циклоны, которые исходят от Мексиканского залива, чаще всего проходят через верхнюю часть побережья Техаса, чем в других местах. Значительные наводнения происходили на территории штата на протяжении всей истории, как из-за тропических циклонов, так и из-за неподвижных атмосферных фронтов.

## Характеристики по регионам

### Северные Равнины
| Средние температуры в различных городах на территории Северных Равнин |               |               |               |               |               |               |               |               |               |               |               |               |
| Город                                                                 | Январь        | Февраль       | Март          | Апрель        | Май           | Июнь          | Июль          | Август        | Сентябрь      | Октябрь       | Ноябрь        | Декабрь       |
| Абилин                                                                | 55 °F (13 °C) | 61 °F (16 °C) | 69 °F (21 °C) | 77 °F (25 °C) | 85 °F (29 °C) | 91 °F (33 °C) | 95 °F (35 °C) | 94 °F (34 °C) | 87 °F (31 °C) | 78 °F (26 °C) | 65 °F (18 °C) | 57 °F (14 °C) |
| Абилин                                                                | 32 °F (0 °C)  | 37 °F (3 °C)  | 44 °F (7 °C)  | 52 °F (11 °C) | 61 °F (16 °C) | 69 °F (21 °C) | 72 °F (22 °C) | 71 °F (22 °C) | 64 °F (18 °C) | 54 °F (12 °C) | 42 °F (6 °C)  | 34 °F (1 °C)  |
| Амарилло                                                              | 49 °F (9 °C)  | 54 °F (12 °C) | 62 °F (17 °C) | 71 °F (22 °C) | 79 °F (26 °C) | 87 °F (31 °C) | 91 °F (33 °C) | 89 °F (32 °C) | 82 °F (28 °C) | 72 °F (22 °C) | 58 °F (14 °C) | 50 °F (10 °C) |
| Амарилло                                                              | 23 °F (−5 °C) | 27 °F (−3 °C) | 34 °F (1 °C)  | 42 °F (6 °C)  | 52 °F (11 °C) | 61 °F (16 °C) | 65 °F (18 °C) | 64 °F (18 °C) | 56 °F (13 °C) | 45 °F (7 °C)  | 32 °F (0 °C)  | 24 °F (−4 °C) |
| Лаббок                                                                | 52 °F (11 °C) | 58 °F (14 °C) | 66 °F (19 °C) | 75 °F (24 °C) | 83 °F (28 °C) | 90 °F (32 °C) | 92 °F (33 °C) | 90 °F (32 °C) | 83 °F (28 °C) | 74 °F (23 °C) | 62 °F (17 °C) | 53 °F (12 °C) |
| Лаббок                                                                | 24 °F (−4 °C) | 29 °F (−2 °C) | 36 °F (2 °C)  | 45 °F (7 °C)  | 56 °F (13 °C) | 64 °F (18 °C) | 68 °F (20 °C) | 66 °F (19 °C) | 58 °F (14 °C) | 47 °F (8 °C)  | 35 °F (2 °C)  | 26 °F (−3 °C) |
| Мидленд                                                               | 60 °F (16 °C) | 66 °F (19 °C) | 74 °F (23 °C) | 82 °F (28 °C) | 89 °F (32 °C) | 94 °F (34 °C) | 96 °F (36 °C) | 94 °F (34 °C) | 88 °F (31 °C) | 80 °F (27 °C) | 68 °F (20 °C) | 61 °F (16 °C) |
| Мидленд                                                               | 29 °F (−2 °C) | 34 °F (1 °C)  | 41 °F (5 °C)  | 48 °F (9 °C)  | 58 °F (14 °C) | 65 °F (18 °C) | 68 °F (20 °C) | 67 °F (19 °C) | 61 °F (16 °C) | 51 °F (11 °C) | 39 °F (4 °C)  | 31 °F (−1 °C) |
| Сан-Анджело                                                           | 58 °F (14 °C) | 63 °F (17 °C) | 71 °F (22 °C) | 79 °F (26 °C) | 86 °F (30 °C) | 91 °F (33 °C) | 95 °F (35 °C) | 94 °F (34 °C) | 88 °F (31 °C) | 79 °F (26 °C) | 67 °F (19 °C) | 59 °F (15 °C) |
| Сан-Анджело                                                           | 29 °F (−2 °C) | 34 °F (1 °C)  | 42 °F (6 °C)  | 50 °F (10 °C) | 59 °F (15 °C) | 66 °F (19 °C) | 70 °F (21 °C) | 68 °F (20 °C) | 63 °F (17 °C) | 51 °F (11 °C) | 39 °F (4 °C)  | 31 °F (−1 °C) |
| Уичито-Фолс                                                           | 52 °F (11 °C) | 58 °F (14 °C) | 67 °F (19 °C) | 76 °F (24 °C) | 84 °F (29 °C) | 92 °F (33 °C) | 97 °F (36 °C) | 96 °F (36 °C) | 88 °F (31 °C) | 77 °F (25 °C) | 64 °F (18 °C) | 54 °F (12 °C) |
| Уичито-Фолс                                                           | 29 °F (−2 °C) | 34 °F (1 °C)  | 41 °F (5 °C)  | 49 °F (9 °C)  | 59 °F (15 °C) | 68 °F (20 °C) | 72 °F (22 °C) | 71 °F (22 °C) | 64 °F (18 °C) | 52 °F (11 °C) | 40 °F (4 °C)  | 31 °F (−1 °C) |
| Texas weather and climate facts                                       |               |               |               |               |               |               |               |               |               |               |               |               |

Климат северных равнин является полупустынным и склонен к засухе, ежегодно в регионе выпадает от 16 дюймов (406,4000000 мм) до 32 дюйма (812,8000000 мм) осадков. В летнее время в этой области штата больше всего ясных дней. Зимними ночами температура нередко опускается ниже нуля по Цельсию. Самые влажными месяцами года являются апрель и май Торнадо, вызываемые объединением западных и южных ветров, нередки, преобладают поздней весной и таким образом делают регион частью аллеи торнадо. Неправильное землепользование, засуха и высокая скорость ветра могут вызвать большие пыльные бури, пик которых известен в истории как пыльный котёл. В данный момент вероятность пыльных бурь минимизирована за счёт улучшения методов и принципов земледелия. Техасский выступ, наиболее отдалённый от Мексиканского залива, испытывает более холодные зимы, чем другие регионы Техаса.

### Транс-Пекос
| Средние температуры в различных городах на территории Транс-Пекос |               |               |               |               |               |               |               |               |               |               |               |               |
| Город                                                             | Январь        | Февраль       | Март          | Апрель        | Май           | Июнь          | Июль          | Август        | Сентябрь      | Октябрь       | Ноябрь        | Декабрь       |
| Эль-Пасо                                                          | 57 °F (14 °C) | 63 °F (17 °C) | 70 °F (21 °C) | 78 °F (26 °C) | 87 °F (31 °C) | 95 °F (35 °C) | 94 °F (34 °C) | 92 °F (33 °C) | 87 °F (31 °C) | 78 °F (26 °C) | 66 °F (19 °C) | 57 °F (14 °C) |
| Эль-Пасо                                                          | 33 °F (1 °C)  | 38 °F (3 °C)  | 44 °F (7 °C)  | 51 °F (11 °C) | 61 °F (16 °C) | 69 °F (21 °C) | 72 °F (22 °C) | 70 °F (21 °C) | 64 °F (18 °C) | 52 °F (11 °C) | 40 °F (4 °C)  | 33 °F (1 °C)  |
| Texas weather and climate facts                                   |               |               |               |               |               |               |               |               |               |               |               |               |

Регион Транс-Пекос, также известный как дальний запад Техаса и территория Биг-Бенд, является самым западным регионом в Техасе, состоящим из пустыни Чиуауа и изолированных горных хребтов. Осенью, зимой и весной в регионе больше всего ясных дней Эта территория также является самой засушливой, в год выпадает не более 16 дюймов (406,4000000 мм) осадков. Засушливый климата является основной причиной опустынивания земли, но помимо неё опустыниванию также способствует интенсивный выпас скота. В горных районах, в более влажных и умеренных регионах, можно увидеть хвойный лес. Наибольшее количество осадков выпадает в летние месяцы. В регионе также преобладают сильные ветры, поскольку им приходится преодолевать ущелья и каньоны. В плоской области эти ветры используют для выработки электроэнергии.

### Хилл-Кантри
| Средние температуры в различных городах на территории Хилл-Кантри |               |               |               |               |               |               |               |               |               |               |               |               |
| Город                                                             | Январь        | Февраль       | Март          | Апрель        | Май           | Июнь          | Июль          | Август        | Сентябрь      | Октябрь       | Ноябрь        | Декабрь       |
| Остин                                                             | 60 °F (16 °C) | 65 °F (18 °C) | 73 °F (23 °C) | 79 °F (26 °C) | 85 °F (29 °C) | 91 °F (33 °C) | 95 °F (35 °C) | 96 °F (36 °C) | 90 °F (32 °C) | 81 °F (27 °C) | 70 °F (21 °C) | 62 °F (17 °C) |
| Остин                                                             | 40 °F (4 °C)  | 44 °F (7 °C)  | 51 °F (11 °C) | 58 °F (14 °C) | 65 °F (18 °C) | 71 °F (22 °C) | 73 °F (23 °C) | 73 °F (23 °C) | 69 °F (21 °C) | 60 °F (16 °C) | 49 °F (9 °C)  | 42 °F (6 °C)  |
| Сан-Антонио                                                       | 62 °F (17 °C) | 67 °F (19 °C) | 74 °F (23 °C) | 80 °F (27 °C) | 86 °F (30 °C) | 91 °F (33 °C) | 95 °F (35 °C) | 95 °F (35 °C) | 90 °F (32 °C) | 82 °F (28 °C) | 71 °F (22 °C) | 64 °F (18 °C) |
| Сан-Антонио                                                       | 39 °F (4 °C)  | 43 °F (6 °C)  | 50 °F (10 °C) | 57 °F (14 °C) | 66 °F (19 °C) | 72 °F (22 °C) | 74 °F (23 °C) | 74 °F (23 °C) | 69 °F (21 °C) | 59 °F (15 °C) | 49 °F (9 °C)  | 41 °F (5 °C)  |
| Texas weather and climate facts                                   |               |               |               |               |               |               |               |               |               |               |               |               |

Хилл-Кантри или центральный Техас формируется многочисленными реками и холмами. В регионе преобладает влажный субтропический климат с прохладной зимой и жарким летом. На территории Хилл-Кантри растут как лиственные в долинах рек, так и хвойные, где есть большие высоты. В течение одного года регион может получить до 48 дюймов (1219,2000000 мм) осадков, подтопления являются обычной ситуацией вблизи рек и в низинах. Самыми влажными месяцами года являются апрель и май.

### Пайни-Вудс
| Средние температуры в различных городах на территории Пайни-Вудс |               |               |               |               |               |               |               |               |               |               |               |               |
| Город                                                            | Январь        | Февраль       | Март          | Апрель        | Май           | Июнь          | Июль          | Август        | Сентябрь      | Октябрь       | Ноябрь        | Декабрь       |
| Даллас                                                           | 55 °F (13 °C) | 61 °F (16 °C) | 69 °F (21 °C) | 77 °F (25 °C) | 84 °F (29 °C) | 92 °F (33 °C) | 96 °F (36 °C) | 96 °F (36 °C) | 89 °F (32 °C) | 79 °F (26 °C) | 66 °F (19 °C) | 57 °F (14 °C) |
| Даллас                                                           | 36 °F (2 °C)  | 41 °F (5 °C)  | 49 °F (9 °C)  | 56 °F (13 °C) | 65 °F (18 °C) | 73 °F (23 °C) | 77 °F (25 °C) | 76 °F (24 °C) | 69 °F (21 °C) | 58 °F (14 °C) | 47 °F (8 °C)  | 39 °F (4 °C)  |
| Форт-Уэрт                                                        | 55 °F (13 °C) | 61 °F (16 °C) | 68 °F (20 °C) | 76 °F (24 °C) | 83 °F (28 °C) | 91 °F (33 °C) | 97 °F (36 °C) | 96 °F (36 °C) | 89 °F (32 °C) | 79 °F (26 °C) | 67 °F (19 °C) | 58 °F (14 °C) |
| Форт-Уэрт                                                        | 31 °F (−1 °C) | 36 °F (2 °C)  | 44 °F (7 °C)  | 52 °F (11 °C) | 61 °F (16 °C) | 69 °F (21 °C) | 72 °F (22 °C) | 72 °F (22 °C) | 65 °F (18 °C) | 55 °F (13 °C) | 44 °F (7 °C)  | 35 °F (2 °C)  |
| Галвестон                                                        | 62 °F (17 °C) | 64 °F (18 °C) | 70 °F (21 °C) | 75 °F (24 °C) | 81 °F (27 °C) | 87 °F (31 °C) | 89 °F (32 °C) | 89 °F (32 °C) | 87 °F (31 °C) | 80 °F (27 °C) | 71 °F (22 °C) | 64 °F (18 °C) |
| Галвестон                                                        | 50 °F (10 °C) | 52 °F (11 °C) | 58 °F (14 °C) | 65 °F (18 °C) | 72 °F (22 °C) | 78 °F (26 °C) | 80 °F (27 °C) | 79 °F (26 °C) | 76 °F (24 °C) | 68 °F (20 °C) | 59 °F (15 °C) | 52 °F (11 °C) |
| Хьюстон                                                          | 63 °F (17 °C) | 67 °F (19 °C) | 74 °F (23 °C) | 79 °F (26 °C) | 86 °F (30 °C) | 91 °F (33 °C) | 94 °F (34 °C) | 93 °F (34 °C) | 89 °F (32 °C) | 82 °F (28 °C) | 73 °F (23 °C) | 65 °F (18 °C) |
| Хьюстон                                                          | 45 °F (7 °C)  | 48 °F (9 °C)  | 55 °F (13 °C) | 61 °F (16 °C) | 68 °F (20 °C) | 74 °F (23 °C) | 75 °F (24 °C) | 75 °F (24 °C) | 72 °F (22 °C) | 62 °F (17 °C) | 53 °F (12 °C) | 47 °F (8 °C)  |
| Порт-Артур                                                       | 61 °F (16 °C) | 65 °F (18 °C) | 72 °F (22 °C) | 78 °F (26 °C) | 84 °F (29 °C) | 89 °F (32 °C) | 92 °F (33 °C) | 92 °F (33 °C) | 88 °F (31 °C) | 80 °F (27 °C) | 71 °F (22 °C) | 64 °F (18 °C) |
| Порт-Артур                                                       | 43 °F (6 °C)  | 46 °F (8 °C)  | 52 °F (11 °C) | 59 °F (15 °C) | 66 °F (19 °C) | 72 °F (22 °C) | 74 °F (23 °C) | 73 °F (23 °C) | 69 °F (21 °C) | 60 °F (16 °C) | 51 °F (11 °C) | 45 °F (7 °C)  |
| Texas weather and climate facts                                  |               |               |               |               |               |               |               |               |               |               |               |               |

Пайни-Вудс является восточным регионом Техаса и находится в зоне влажного субтропического климата. Он получает наибольшее количество осадков, на востоке региона выпадает более 60 дюймов (1524,000000 мм) ежегодно. Архивная копия от 17 августа 2013 на Wayback Machine Это связано с течениями в заливе, которые несут влажный воздух в регион, где он конденсируется и выпадает в виде осадков в окрестностях фронтов бризов, а также при движении внетропических циклонов. В то время как в прибрежные районах можно наблюдать самые пасмурные дни штата круглый год, северные участки получают больше всего ясных дней в течение лета. Самыми влажными месяцами в году являются апрель и май. Район подвержен сильным грозам и торнадо, особенно в весеннее время, когда создаются надлежащие условия. Также в регион приходят ураганы, самым разрушительным из которых был Галвестонский ураган 1900 года Одним из последних крупных ураганов ударивших по Техасу был ураган Рита. Высокая влажность региона усиливает ощущение тепла в течение лета. Зимой и весной на непосредственном побережье температуры остаются холодными из-за относительно прохладных вод залива. В феврале и марте в результате перемещения тёплого воздуха над холодными водами могут образовываться плотные клубы тумана, останавливающие движение судов на срок до нескольких дней.

### Южный Техас
| Средние температуры в различных городах на территории Южного Техаса |               |               |               |               |               |                |                |               |               |               |               |               |
| Город                                                               | Январь        | Февраль       | Март          | Апрель        | Май           | Июнь           | Июль           | Август        | Сентябрь      | Октябрь       | Ноябрь        | Декабрь       |
| Браунсвилл                                                          | 69 °F (21 °C) | 72 °F (22 °C) | 78 °F (26 °C) | 82 °F (28 °C) | 87 °F (31 °C) | 91 °F (33 °C)  | 92 °F (33 °C)  | 93 °F (34 °C) | 89 °F (32 °C) | 84 °F (29 °C) | 77 °F (25 °C) | 70 °F (21 °C) |
| Браунсвилл                                                          | 50 °F (10 °C) | 53 °F (12 °C) | 59 °F (15 °C) | 65 °F (18 °C) | 72 °F (22 °C) | 75 °F (24 °C)  | 75 °F (24 °C)  | 75 °F (24 °C) | 73 °F (23 °C) | 66 °F (19 °C) | 59 °F (15 °C) | 52 °F (11 °C) |
| Корпус-Кристи                                                       | 66 °F (19 °C) | 70 °F (21 °C) | 76 °F (24 °C) | 81 °F (27 °C) | 86 °F (30 °C) | 90 °F (32 °C)  | 93 °F (34 °C)  | 93 °F (34 °C) | 90 °F (32 °C) | 84 °F (29 °C) | 75 °F (24 °C) | 68 °F (20 °C) |
| Корпус-Кристи                                                       | 46 °F (8 °C)  | 49 °F (9 °C)  | 56 °F (13 °C) | 62 °F (17 °C) | 69 °F (21 °C) | 74 °F (23 °C)  | 74 °F (23 °C)  | 75 °F (24 °C) | 72 °F (22 °C) | 64 °F (18 °C) | 55 °F (13 °C) | 48 °F (9 °C)  |
| Дель-Рио                                                            | 63 °F (17 °C) | 68 °F (20 °C) | 76 °F (24 °C) | 83 °F (28 °C) | 89 °F (32 °C) | 94 °F (34 °C)  | 96 °F (36 °C)  | 96 °F (36 °C) | 91 °F (33 °C) | 82 °F (28 °C) | 71 °F (22 °C) | 63 °F (17 °C) |
| Дель-Рио                                                            | 40 °F (4 °C)  | 44 °F (7 °C)  | 52 °F (11 °C) | 59 °F (15 °C) | 67 °F (19 °C) | 72 °F (22 °C)  | 74 °F (23 °C)  | 74 °F (23 °C) | 69 °F (21 °C) | 61 °F (16 °C) | 49 °F (9 °C)  | 41 °F (5 °C)  |
| Ларедо                                                              | 68 °F (20 °C) | 73 °F (23 °C) | 82 °F (28 °C) | 89 °F (32 °C) | 95 °F (35 °C) | 100 °F (38 °C) | 102 °F (39 °C) | 99 °F (37 °C) | 93 °F (34 °C) | 86 °F (30 °C) | 76 °F (24 °C) | 68 °F (20 °C) |
| Ларедо                                                              | 44 °F (7 °C)  | 48 °F (9 °C)  | 56 °F (13 °C) | 63 °F (17 °C) | 70 °F (21 °C) | 74 °F (23 °C)  | 75 °F (24 °C)  | 75 °F (24 °C) | 71 °F (22 °C) | 63 °F (17 °C) | 53 °F (12 °C) | 45 °F (7 °C)  |
| Виктория                                                            | 63 °F (17 °C) | 67 °F (19 °C) | 73 °F (23 °C) | 79 °F (26 °C) | 85 °F (29 °C) | 90 °F (32 °C)  | 93 °F (34 °C)  | 94 °F (34 °C) | 90 °F (32 °C) | 83 °F (28 °C) | 73 °F (23 °C) | 65 °F (18 °C) |
| Виктория                                                            | 44 °F (7 °C)  | 47 °F (8 °C)  | 54 °F (12 °C) | 60 °F (16 °C) | 68 °F (20 °C) | 73 °F (23 °C)  | 75 °F (24 °C)  | 75 °F (24 °C) | 70 °F (21 °C) | 62 °F (17 °C) | 52 °F (11 °C) | 45 °F (7 °C)  |
| Texas weather and climate facts                                     |               |               |               |               |               |                |                |               |               |               |               |               |

Южный Техас включает в себя полупустынные регионы, на которых расположены ранчо, а также более влажную долину реки Рио-Гранде. Южный Техас считается южной границей американского региона Великие Равнины. Внутренние районы получают примерно такое же число осадков, как Северные равнины. Прибрежные районы остаются тёплыми большую часть года из-за течений в Мексиканском заливе, однако зимой может прийти сильный холодный фронт, который может вызвать снег на побережье. Лето жаркое и влажное. Осадки в прибрежных районах более обильные, чем во внутренних областях и линии субтропических лесов у Рио-Гранде. Самыми влажными месяцами года являются апрель и май. Внутри, в засушливых районах, доминируют ранчо, на которых находятся луга и растёт густой колючий кустарник. Зимы во внутренних районах холодные и сухие из-за проникающего арктического воздуха. Сухая погода делает выпадение снега и прочих осадков редким явлением. Лето по большей части жаркое и сухое, за исключением случаев, когда с Мексиканского залива дует влажный тёплый ветер. Торнадо может произойти и в этом регионе, но шансы на его возникновение меньше, чем в других частях штата.

## Холод и снег
Северные и западные регионы штата больше подвержены снегопадам в связи с их более низкой средней температурой. В течение одной недели в феврале 1956 года, на севере Техаса разразилась снежная буря исторического масштаба. Максимальное количество выпавшего снега в районе города Вега составило 61 дюйм (154,9400000 см), а в Плейнвью за один день выпало 24 дюйма (60,9600000 см) снега. 13 и 14 декабря 1987 года за 24 часа в Эль-Пасо на крайнем западе Техаса, выпало 22,4 дюйма (57 см) снега. Для центральных и южных регионов снегопад значительно более редкое, но не исключительное явление. В феврале 1895 года, на большой территории на юго-востоке Техаса выпало более 12 дюймов (30,4800000 см) снега, а в городе Порт-Артур (Техас) выпало 30 дюймов (76,200000 см). Последний крупный снегопад наблюдался под рождество 2004 года, когда на побережье выпало до 13 дюймов (33,0200000 см) снега.
Сильнейшие похолодания в штате произошли во второй половине декабря 1983 года. Четыре метеорологические станции записали рекордные периоды температуры не выше 32 °F (0 °C). В Остине, температура держалась на отметке или ниже нуля 139 часов. В Абилине такая температура продержалась 202 часа, в Лаббоке — 207 часов. В районе аэропорта Даллас—Форт-Уэрт минусовая температура продолжалась 296 часов подряд. Снег, выпавший 14 и 15 декабря на севере Техаса оставался на земле, до нового 1984 года.

## Суровые погодные условия
Грозы в Техасе случаются часто, особенно на востоке и севере штата. Техас является частью аллеи торнадо. В среднем за год в штате возникают 139 смерчей, больше, чем в каком-либо ещё штате. Смерчи возникают преимущественно на севере и в техасском выступе. Наиболее часто торнадо возникают в апреле, мае и июне.

### Ураганы
Из-за своего местоположения на северо-западе Мексиканского залива в Техасе бывают ураганы. Некоторые из самых разрушительных ураганов в истории США пришлись на Техас. В 1875 году в результате урагана в городе Индианоле погибло около 400 человек, а в 1886 году город, бывший в тот момент важнейшим портом Техаса, был полностью уничтожен индианольским ураганом. В результате Галвестон перехватил пальму первенства, и он пострадал от урагана в 1900 году, погубившего примерно 8000 (по другим оценкам до 12 000) человек и ставшего таким образом самым смертельным ураганом в истории США. Среди других разрушительных ураганов можно выделить Галвестонский ураган (1915), ураганы Карла в 1961 году, Бьюла в 1967 году, Алисия в 1983, Рита в 2005 и Айк in 2008 годах.
Климатология до сих пор ищет ответ на вопрос, где наиболее вероятен выход тропического циклона на сушу. В начале 1980-х считалось, что наиболее благоприятной территорией для выхода циклона на сушу являлась середина техасского побережья. Тем не менее, этот участок побережья редко принимал на себя стихию согласно данным, собранным с 1960-х годов, и недавнее исследование показывает, что наиболее вероятным местом для выхода тропического циклона с 1851 года является верхнее побережье, на которое пришлось 56 % всех выходов тропических циклонов, 66 процентов из которых приходят из Мексиканского залива. В отличие от этого места, в Луизиане и нижнем побережье Техаса лишь 39 процентов от выходящих на берег штормов являются тропическими циклонами из Мексиканского залива

### Наводнения

Карта ежегодной нормы осадков Техаса

Одной из основных угроз от тропических циклонов в Техасе являются наводнения. Худшей чертой ураганов является тот факт, что чем он слабее, тем более серьёзные осадки и наводнения он может вызвать. Также много осадков вызывают ураганы с растянутой циркуляцией, такие как Бьюла. Медленные системы, как, например, тропический шторм Амелия в 1978 году также могут вызвать много осадков. На Техас могут влиять как циклоны Атлантического, так и Тихого океанов. В целом, наводнения в Техасе чаще бывают весной и ранней осенью, они могут быть также вызваны со взаимодействием стационарного фронта с сильным циклоном из верхних слоёв. Наиболее вероятным районом наводнений является разлом Балконес перепад высот между плато Эдуардс и прибрежными равнинами.

## Эль-Ниньо
Колебания Эль-Ниньо имеют огромное влияние на погоду в Техасе. Во время фазы Эль-Ниньо, поток воздуха смещается с запада на восток через южную часть Соединенных Штатов. Поэтому зимой в Техасе холоднее и выпадает больше снега. Также в этот период вероятность возникновения урагана уменьшается. В противоположной фазе, Ла-Нинья, потоки воздуха идут гораздо севернее, поэтому зима в это время мягче и суше, чем обычно. Ураганы, скорее всего, могут возникать чаще из-за уменьшения подвижности воздуха над Атлантическим океаном. Засуха в Техасе намного более вероятна во время Ла-Нинья. Ла-Нинья в 2010—2011 годах является основной причиной одной из худших засух в истории Техаса.

## Изменение климата
Техас испаряет больше парниковых газов, чем любой другой штат США Ежегодные выбросы углекислого газа в штате составляют почти 1500 млрд фунтов (680 млрд кг). Если бы Техас был независимым государством, то он бы являлся седьмым по величине производителем парниковых газов в мире. Основными факторами столь высокого уровня выброса парниковых газов является большое число угольных электростанций в Техасе, а также нефтеперерабатывающих предприятий.